# Шурочкин, Владимир Вячеславович
Владимир Вячеславович Шурочкин (род. 12 апреля 1966 года, Москва, РСФСР, СССР) — один из бывших солистов группы «Ласковый май», отец и продюсер Нюши, отец Марии Шурочкиной.

## Биография
Родился в Москве.Учился в школе № 94 города Москва.

### 1989—1995: «Ласковый май»
Стал участником поп-группы «Ласковый май» в 1989 году.
Во второй половине 1980-х годов Шурочкин был одним из музыкантов ВИА «Час пик» под руководством Михаила Томилина. Ансамбль исполнял музыку в стиле «электропоп» с элементами «новой волны» и базировался при студии известного композитора Игоря Гранова.
В конце 1988 года между Игорем Грановым и продюсером группы «Ласковый май» Андреем Разиным произошёл конфликт. Причиной стал срыв запланированных гастролей «Ласкового мая» в Харькове, организацией которых занимался Гранов. Чтобы не отменять концерты, Игорь Гранов принял решение выпустить на сцену музыкантов группы «Час пик».
В кратчайшие сроки они отрепетировали весь материал «Ласкового мая» и отработали все намеченные концерты под названием «Ласковый май-2». Причём, в отличие от оригинального «Ласкового мая», играли и пели исключительно «живьём», то есть без фонограммы.
После этого Игорь Гранов официально закрепил за коллективом название «Ласковый май-2», а Владимир Шурочкин и 13-летний Роман Емельяненко стали основными солистами группы. Выходит магнитоальбом «Птицы» (уже с собственным репертуаром), а в телеэфире активно ротируется видеоклип «Голуби».
В марте 1989 года из «Ласкового мая» ушёл композитор Сергей Кузнецов. И тогда, несмотря на разгоревшуюся «информационную войну» между двумя коллективами, Андрей Разин пригласил Шурочкина участвовать в своём проекте в качестве композитора и вокалиста. Вместе с поэтессой Аллой Гольцевой Владимир написал несколько песен, которые вышли в свет как восьмой магнитоальбом «Ласкового мая» под названием «Гудбай, бэби!». Пару песен в альбоме исполняет Андрей Разин, остальные — сам Шурочкин. Альбом стал лидером хит-парада газеты «Московский комсомолец».
В 1990 году Шурочкин ушёл из группы и начал сольную карьеру.

#### 2008—2014: Музыкальный продюсер
Владимир Шурочкин не только отец певицы Нюши, но и её музыкальный продюсер. В начале карьеры певицы он придумывал песни для Нюши, но вскоре Нюша начала писать собственные песни.

## Семья
Отец Вячеслав Витальевич Шурочкин (род. 12 мая 1940). Мать Светлана Алексеевна Шурочкина (урожд. Васина) (род. 23 февраля 1943).
Сестра Алина Копылова (род. 27 августа 1963).
Дочери Анна (1990) — певица, более известная как Нюша, Мария (1995) — российская синхронистка, двукратная олимпийская чемпионка, 11-кратная чемпионка мира.
Сын Иван Шурочкин (род. 29.09.1997) — фитнес-тренер и специалист по спортивному питанию.
Первая жена Ирина Александровна Шурочкина (Калитченко) (род. 25 июня 1967), развелись, когда дочери Анне было 2 года.
Вторая жена Оксана Владимировна Шурочкина (Барановская) (род. 21.08.1972), мастер спорта по спортивной гимнастике — мать Марии и Ивана, сопродюсер альбомов Нюши.

## Дискография

### Альбомы
- 1989 — Гудбай, бэби! (в составе группы «Ласковый май», также известен как «Июньский альбом»)
- 1990 — Машка-матрёшка (в составе группы «Ласковый май»)
- 1991 — Эммануэль
- 1997 — Губы в губы
- 1999 — С корабля на бал!

### Синглы
- Гудбай, бэйби! (1989)
- Ласковый май (1989)
- Уходит лето (1990)
- Неверная (1991)
- Эммануэль (1991)
- Губы в губы (1997)
- Летний ливень (1997)
- Милый ангел (1997)
- С корабля на бал (1999)
- Носит по свету меня (1999)

### Видеоклипы
- Ласковый май (1989)
- Уходит лето (1990)
- Неверная (1991)
- Губы в губы (1997)
- Губы в губы (2 версия) (1997)
- Летний ливень (1997)
- Милый ангел (1997)

### Использование песен
- Рыжая (сериал) (2008) — композитор